# Peter Lauridsen
Peter Lauridsen, född 1846, död 1923, var en dansk geograf och historiker.
Lauridsen var ursprungligen folkskollärare, blev senare militär och folkskoleinspektör 1890-1919. Han blev filosofie hedersdoktor 1922. Lauridsen framträdde som författare av skolböcker och vetenskapliga skrifter av geografisk och historiskt innehåll, bland annat med den värdefulla Da Sønderjylland vaagnede (1919-20). Av särskild betydelse är Lauridsens banbrytande undersökningar över äldre dansak agrarförhållanden, bland annat Om gamle danske Landsbyformer (1896).

## Utmärkelser
- Riddare av Dannebrogorden,  1917[1]

[Redigera Wikidata]